# 검객 (영화)
《검객》은 2020년에 개봉한 대한민국의 영화이다.

## 캐스팅
- 장혁 : 태율 역 - 본작의 남주인공.
- 김현수 : 태옥 역 - 본작의 여주인공. 태율의 양녀이자 광해군의 친딸.
- 조 타슬림 : 구루타이 역 - 본작의 최종보스.
- 정만식 : 민승호 역 - 본작의 중간보스.
- 이나경 : 화선 역
- 이민혁 : 겸사복 역
- 최진호 : 이목요 역
- 지승현 : 이누치 역
- 지건우 : 후아삼 역
- 공상아 : 주모 역
- 신재환 : 사신 역
- 천영암 : 무칸 역
- 윤승훈 : 조충 역
- 안젤리나 다닐로바 : 서역여인 역
- 조용현 : 인조 역
- 강진휘 : 관리 역
- 류성현 : 검계두목 역
- 김영성 : 검계부두목 역
- 김주영 : 검계 1 역
- 김형명 : 검계 2 역
- 허선행 : 집사 역
- 한철우 : 수장 1 역
- 오일용 : 수장 2 역
- 이영호 : 수장 3 역
- 윤이준 : 조선인 역
- 한창현 : 종사관 역
- 양명헌 : 포도부장 역
- 노시홍 : 노승 역
- 황대준 : 화선 호위무사 역
- 황보정일 : 화선당 하인 역
- 한기윤 : 내금위부관 1 역
- 박태주 : 내금위부관 2 역
- 정예지 : 이숙 역
- 박건락 : 방울장수 역
- 황세원 : 구경아낙 1 역
- 윤부진 : 구경아낙 2 역
- 이상찬 : 덩치청군병사 역
- 우영택 : 겸사복 1 역
- 류연영 : 겸사복 2 역
- 김정환 : 낚시꾼자객 역
- 김영주 : 역관 역
- 조완기 : 칼자국 자객 역
- 민수아 : 조선인아내 역
- 남궁혜인 : 조선인딸 역
- 김민서 : 주막앞여자아이 역
- 김세홍 : 내관 역
- 원근수 : 덩치기도무사 역
- 이봄 : 어린태옥 역
- 김형욱 : 주막손님 역
- 전영인 : 색주가청인 역
- 안유준 : 민가남자아이 역
- 심은주 : 끌려가는 여자하인 역
- 나석민 : 구루타이 (목소리) 역
- 장현성 : 광해 역 (특별출연)